# Diamond Head (Hawaje)
Diamond Head (haw. Lēahi) − wygasły stożek wulkaniczny znajdujący się na wyspie Oʻahu na Hawajach, ok. 8 km na wschód od Honolulu, powstały w wyniku erupcji, która miała miejsce około 150 000 lat temu. Jest to bardzo popularne miejsce odwiedzane często przez turystów ze względu na widoki, rozpościerające się na centrum miasta oraz plażę Waikīkī.

## Geologia
Geologicznie Diamond Head jest częścią kompleksu stożków, wylotów oraz strumieni erupcyjnych, który geolodzy nazywają Honolulu Volcanic Series. Kompleks powstał w wyniku wybuchu wulkanu Koʻolau, długo po jego uformowaniu się. Seria erupcji w tym kompleksie doprowadziła do powstania wielu charakterystycznych miejsc wyspy Oʻahu, takich jak: Punchbowl Crater, Hanauma Bay, Koko Crater i Mānana Island.
Diamond Head, podobnie jak reszta Honolulu Volcanics Series, jest znacznie młodsza niż główna część łańcucha górskiego Ko’olau, który liczy około 2,6 miliona lat. Wiek Diamond Head oszacowano na ok. 200 000 lat. Ściany krateru, licząc od podstawy, wznoszą się średnio na wysokość około 200 m, a w najwyższym punkcie mają 232 metry.
Erupcja, w wyniku której powstał Diamond Head, była prawdopodobnie bardzo krótka, nie trwała dłużej niż kilka dni. Uważa się, że dzięki temu stożek jest dzisiaj tak symetryczny. Jego ostatni wybuch miał miejsce 150 000 lat temu, więc dziś jest już wygasły.

## Nazwa
Rdzenni Hawajczycy nazywają stożek Lēahi, co oznacza „brew tuńczyka”. Określenie to wzięło się stąd, że gdy patrzy się na niego od strony plaży Waikīkī można dostrzec pewne podobieństwo do tuńczyka. Jego angielskie określenie powstało w XIX wieku, kiedy to brytyjscy marynarze pomylili osadzone w skale i połyskujące w słońcu kryształy kalcytu z diamentami.

## Atrakcja turystyczna
Charakterystyczny wygląd krateru oraz bliskość kurortów turystycznych sprawiają, że jest to jedno z najbardziej rozpoznawalnych miejsc w Honolulu. Widoczny jest z wielu zakątków w mieście i okolicy np. turyści odwiedzający nadmorskie hotele, bądź wypoczywający na plaży Waikīkī mają na niego bezpośredni widok. Z powodu umieszczonej na szczycie platformy z antenami wykorzystywanymi przez rząd amerykański część wierzchołka jest niedostępna. Pozostałą część krateru można zwiedzać i jest on popularnym celem wycieczek.

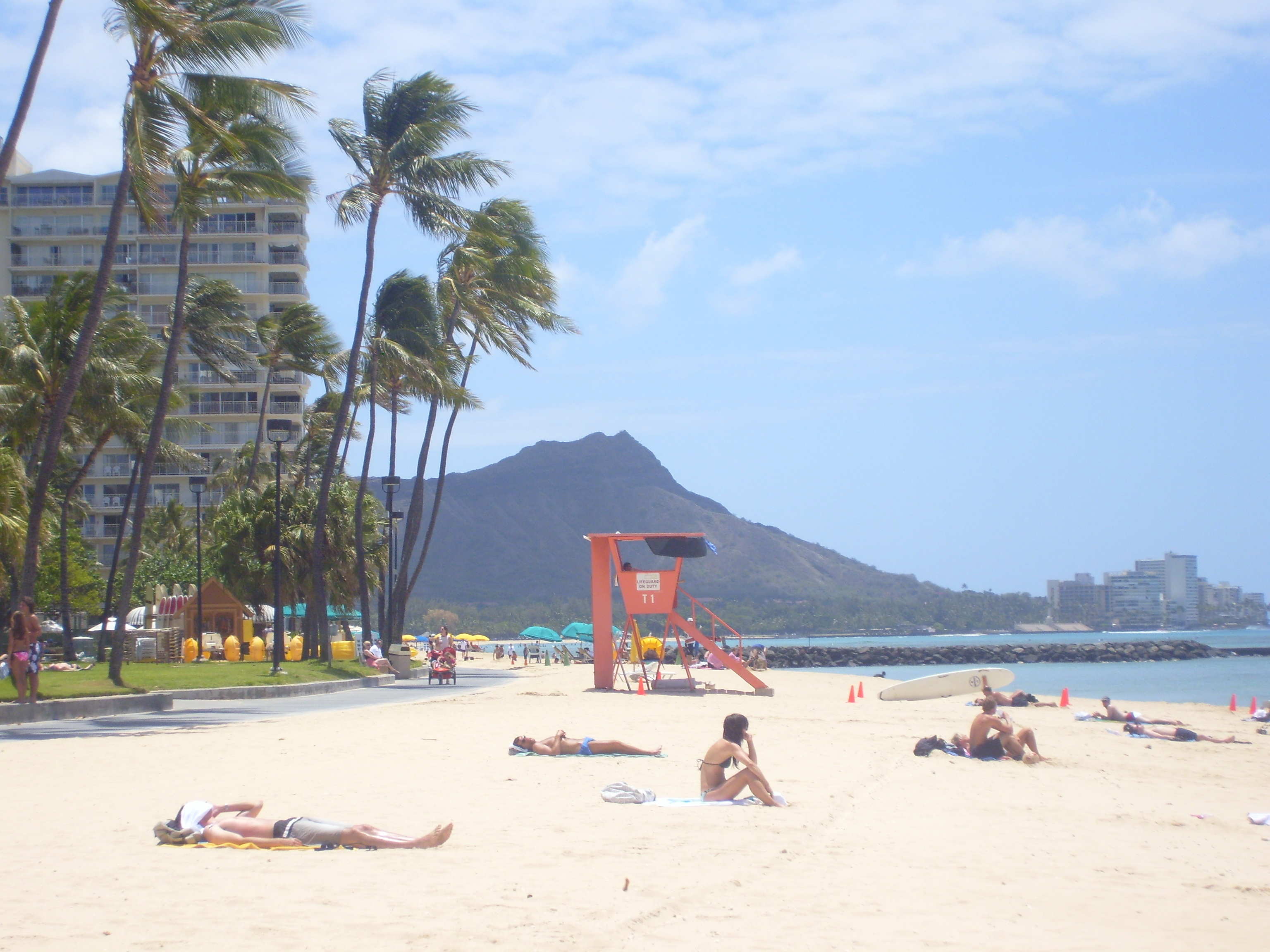
Widok od strony Waikīkī

Na szczyt krateru wiedzie ponad kilometrowej długości trasa turystyczna. Znaki umieszczone na ścieżce informują, że cały odcinek można przejść w ciągu 1,5 – 2 godzin, zalecają też, żeby turyści wzięli ze sobą wodę i latarki, które przydają się w tunelu. Chociaż droga nie jest ciężka, znaki przestrzegają, że może być trudna głównie ze względu na niebrukowany szlak, nierówne skały i wiatr. Na szczycie znajduje się wybudowany w 1908 r. taras widokowy, dawna platforma obserwacyjna artylerii nadbrzeżnej, z którego rozciąga się doskonały widok zarówno na ocean jak i pobliską plażę Waikīkī.
Ponieważ wulkan stał się symbolem Hawajów i na całym świecie jest z nimi kojarzony, wiele pamiątek z wysp i nadmorskich sklepów nosi jego emblemat, a nazwa jest często wykorzystywana w celach komercyjnych.

## Telewizja
W niektórych filmach bądź serialach telewizyjnych, kręconych na Hawajach, można dostrzec zwykle gdzieś w tle Diamond Head albo jego okolice. Pojawia się on m.in. w takich produkcjach jak: Błękitne Hawaje, Hawaii Five-0, Magnum czy Zagubieni.